# Sattjeni
Sattjeni, på engelska kallad Lady Sattjeni, var en egyptisk ämbetsman. Hon var makthavare (guvernör) i Elefantine i södra Egypten runt 1800 f.kr. under Egyptens tolfte dynasti i Mellersta riket.

## Biografi
Sattjeni var den andra dottern till Sarenput II som var nomark över Elefantine.  Ämbetet motsvarade en guvernörs, och gick i arv i hennes familj. Hennes bror Ankhu avled kort efter att hennes far avlidit vilket resulterade till att det inte fanns någon manlig efterträdare i familjen. Sattjeni och hennes syster Gaut-Anuket tog då över ämbetet och styrde Elefantine.
Gaut-Anuket gifte sig senare med Heqaib II som blev nomark över Elefantine. Efter att Gaut-Anuket avlidit gift sig Sattjeni med Heqaib II. Tillsammans fick de sönerna Heqaib III och Amaeny-Senb som blev två av de högsta styrande över Elefantine under tiden för farao Amenemhet III runt 1800 till 1775 f.kr.
Sattjenis grav hittades 2016 i gravområdet Qubbet el-Hawa längs Nilen mittemot Assuan i södra Egypten. Hennes kropp är i mycket gott skick.